# Bota de pesca

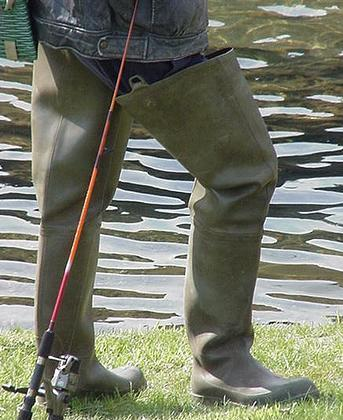
Botas de pesca hasta el muslo

Las botas de pesca son un tipo de bota impermeable que se extiende desde el pie al muslo, el pecho o el cuello. Están tradicionalmente hechas de goma vulcanizada, pero se encuentran también disponibles en variantes más modernas de PVC, neopreno y Gore-Tex. Las botas de pesca se diferencian generalmente de las botas de agua por la altura de la caña y de la bota de goma en que llega hasta la rodilla. 
En su variante de traje, las botas de cuerpo entero vienen con manguitos estancos o guantes ajustados a las mangas  y con un collar estanco o capucha unida al cuello, permitiendo a su portador permanecer seco cuando se mete en aguas más profundas. 

## Origen
Las primeras botas de este tipo fabricadas lo fueron tan pronto como en los años 1850s por una compañía llamada Hodgman. Cuándo la goma se volvió popular alrededor de 1912,  empezaron hacer las botas de este material particularmente impermeable y duradero.
La goma fue más o menos perfeccionada en 1942 para la Segunda Guerra Mundial, así que utilizaron esa misma tecnología para hacer botas que son más cercanas a lo que tenemos a día de hoy.

## Usos

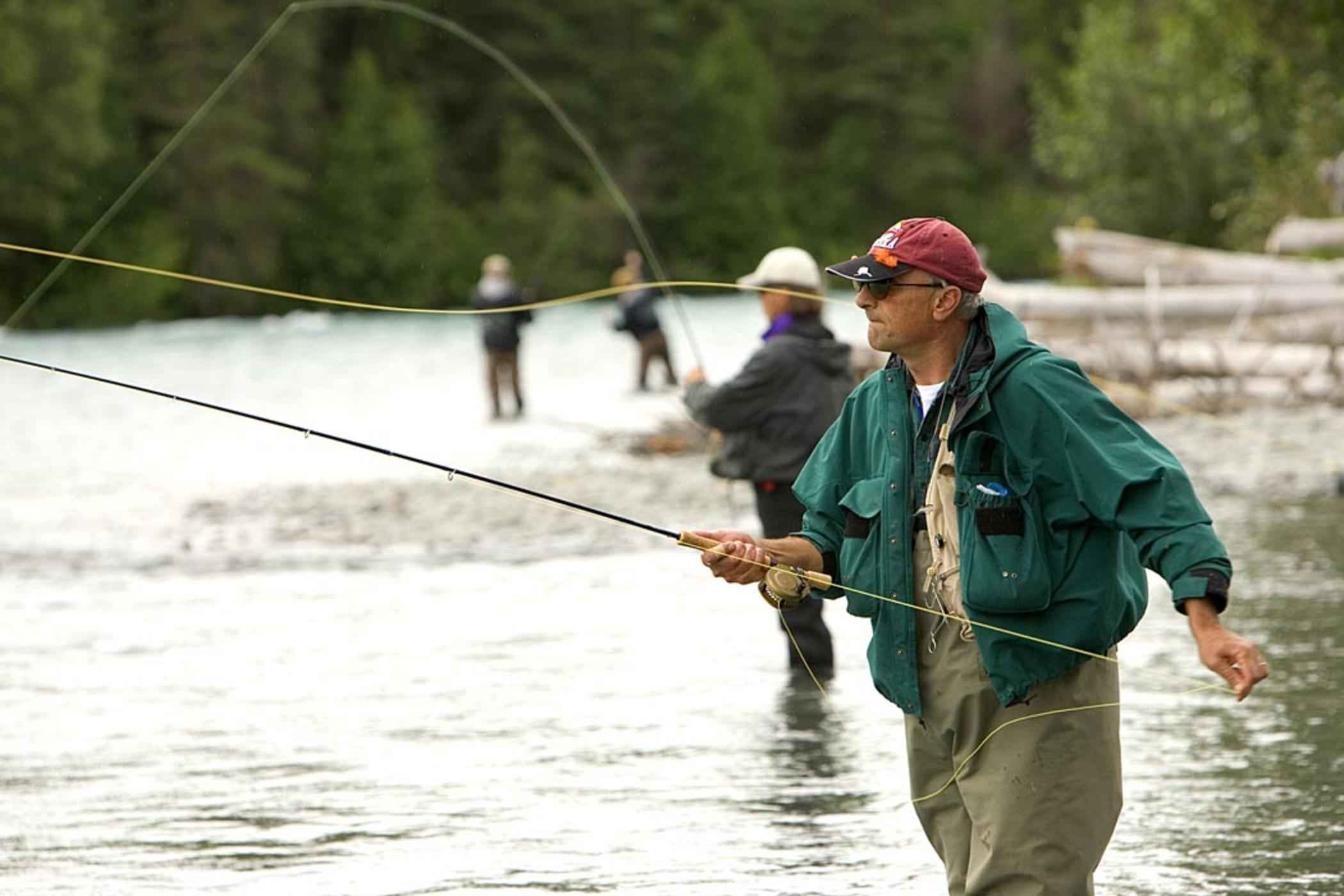
Pescadores de mosca que utilizan botas hasta el pecho para mantenerse secos.

Las botas de pesca tiene una amplia gama de aplicaciones. Para usos de ocio, se llevan mientras se practica la pesca, jardinería de agua, juegos con barcos de modelismo, caza de aves acuáticas y conducción de vehículos todoterreno fuera de ruta. En el mundo de trabajo, las botas más pesadas se usan predominantemente en la industria química, la agricultura, la acuicultura y en el mantenimiento de suministro de agua, alcantarillado y otras utilidades. Este tipo de botas son frecuentemente llevadas por los pastores durante la ceremonia de bautismo de inmersión y tienen una aplicación importante durante las inundaciones a la hora de caminar tanto en interiores como en exteriores.
A quienes les gusta la pesca con mosca utilizan botas de pesca porque se quedan en el agua durante horas y  necesitan la protección apropiada.
Según la clase de peces que el pescador coja podría no necesitar botas. Algunos peces se pescan mejor sobre la tierra pero otros se pescan mejor cuándo el pescador se introduce hasta el pecho en el agua. También son esenciales para mantenerse caliente durante los meses más fríos, porque  mantienen el agua alejada la piel, y de lo contrario podría causar hipotermia u otros problemas.